# Melbourne Summer Set 2022 - Qualificazioni singolare femminile
Le qualificazioni del singolare del Melbourne Summer Set 2022 sono un torneo di tennis preliminare per accedere alla fase finale della manifestazione. Le vincitrici dell'ultimo turno sono entrate di diritto nel tabellone principale. In caso di ritiro di una o più giocatrici aventi diritto sono subentrati i Lucky loser, ossia le giocatrici che hanno perso nell'ultimo turno ma che avevano una classifica più alta rispetto alle altre partecipanti che avevano comunque perso nel turno finale.

## Teste di Serie
1. Lauren Davis (spostata nel tabellone principale)
2. Anna Bondár (qualificata)
3. Bernarda Pera (ultimo turno)
4. Danka Kovinić (ultimo turno, ritirata)
5. Dajana Jastrems'ka (primo turno)
6. Wang Qiang (primo turno)

1. Magdalena Fręch (primo turno)
2. Martina Trevisan (primo turno)
3. Viktorija Tomova (primo turno)
4. Sara Errani (primo turno)
5. Zheng Qinwen (qualificata)
6. Nao Hibino (qualificata)

## Qualificate
1. Viktória Kužmová
2. Anna Bondár
3. Zheng Qinwen

1. Nao Hibino
2. Lesley Pattinama Kerkhove
3. Destanee Aiava

### Lucky loser
1. Mai Hontama

## Tabellone

### Legenda
| - Q = Qualificato - WC = Wild card - LL = Lucky loser | - ALT = Alternate - SE = Special Exempt - PR = Protected Ranking | - w/o = Walkover - r = Ritirato - d = Squalificato |

### Sezione 1
|  | Primo turno | Primo turno      | Primo turno      | Primo turno | Primo turno |  |  | Secondo turno | Secondo turno    | Secondo turno    | Secondo turno | Secondo turno |  |
|  |             |                  |                  |             |             |  |  |               |                  |                  |               |               |  |
|  | Alt         | Liang En-shuo    | Liang En-shuo    | 4           | 64          |  |  |               |                  |                  |               |               |  |
|  |             | Vol'ha Havarcova | Vol'ha Havarcova | 6           | 7           |  |  |               | Vol'ha Havarcova | Vol'ha Havarcova | 1             | 0r            |  |
|  |             | Viktória Kužmová | Viktória Kužmová | 79          | 6           |  |  |               | Viktória Kužmová | Viktória Kužmová | 6             | 0             |  |
|  | 7           | Magdalena Fręch  | Magdalena Fręch  | 67          | 3           |  |  |               |                  |                  |               |               |  |

### Sezione 2
|  | Primo turno | Primo turno      | Primo turno      | Primo turno | Primo turno |  |  | Secondo turno | Secondo turno | Secondo turno | Secondo turno | Secondo turno |  |
|  |             |                  |                  |             |             |  |  |               |               |               |               |               |  |
|  | 2           | Anna Bondár      | Anna Bondár      | 6           | 6           |  |  |               |               |               |               |               |  |
|  |             | Leonie Küng      | Leonie Küng      | 3           | 2           |  |  | 2             | Anna Bondár   | Anna Bondár   | 7             | 6             |  |
|  |             | Mai Hontama      | Mai Hontama      | 7           | 7           |  |  |               | Mai Hontama   | Mai Hontama   | 64            | 4             |  |
|  | 9           | Viktorija Tomova | Viktorija Tomova | 5           | 5           |  |  |               |               |               |               |               |  |

### Sezione 3
|  | Primo turno | Primo turno      | Primo turno      | Primo turno | Primo turno |  |  | Secondo turno | Secondo turno | Secondo turno | Secondo turno | Secondo turno |  |
|  |             |                  |                  |             |             |  |  |               |               |               |               |               |  |
|  | 3           | Bernarda Pera    | Bernarda Pera    | 6           | 6           |  |  |               |               |               |               |               |  |
|  |             | Rebecca Šramková | Rebecca Šramková | 0           | 2           |  |  | 3             | Bernarda Pera | 3             | 6             | 5             |  |
|  |             | Jule Niemeier    | Jule Niemeier    | 4           | 0           |  |  | 11            | Zheng Qinwen  | 6             | 1             | 7             |  |
|  | 11          | Zheng Qinwen     | Zheng Qinwen     | 6           | 6           |  |  |               |               |               |               |               |  |

### Sezione 4
|  | Primo turno | Primo turno       | Primo turno       | Primo turno | Primo turno |  |  | Secondo turno | Secondo turno | Secondo turno | Secondo turno | Secondo turno |  |
|  |             |                   |                   |             |             |  |  |               |               |               |               |               |  |
|  | 4           | Danka Kovinić     | Danka Kovinić     | 6           | 6           |  |  |               |               |               |               |               |  |
|  | WC          | Alexandra Osborne | Alexandra Osborne | 2           | 1           |  |  | 4             | Danka Kovinić | Danka Kovinić | Danka Kovinić |               |  |
|  |             | Katarzyna Kawa    | Katarzyna Kawa    | 3           | 0           |  |  | 12            | Nao Hibino    | Nao Hibino    | Nao Hibino    | w/o           |  |
|  | 12          | Nao Hibino        | Nao Hibino        | 6           | 6           |  |  |               |               |               |               |               |  |

### Sezione 5
|  | Primo turno | Primo turno               | Primo turno               | Primo turno | Primo turno |  |  | Secondo turno | Secondo turno             | Secondo turno             | Secondo turno | Secondo turno |  |
|  |             |                           |                           |             |             |  |  |               |                           |                           |               |               |  |
|  | 5           | Dajana Jastrems'ka        | Dajana Jastrems'ka        | 2           | 2           |  |  |               |                           |                           |               |               |  |
|  |             | Lesley Pattinama Kerkhove | Lesley Pattinama Kerkhove | 6           | 6           |  |  |               | Lesley Pattinama Kerkhove | Lesley Pattinama Kerkhove | 6             | 6             |  |
|  | WC          | Kimberly Birrell          | 6                         | 4           | 6           |  |  | WC            | Kimberly Birrell          | Kimberly Birrell          | 4             | 4             |  |
|  | 8           | Martina Trevisan          | 3                         | 6           | 3           |  |  |               |                           |                           |               |               |  |

### Sezione 6
|  | Primo turno | Primo turno    | Primo turno    | Primo turno | Primo turno |  |  | Secondo turno | Secondo turno  | Secondo turno  | Secondo turno | Secondo turno |  |
|  |             |                |                |             |             |  |  |               |                |                |               |               |  |
|  | 6           | Wang Qiang     | Wang Qiang     | 69          | 4           |  |  |               |                |                |               |               |  |
|  | WC          | Destanee Aiava | Destanee Aiava | 711         | 6           |  |  | WC            | Destanee Aiava | Destanee Aiava | 6             | 6             |  |
|  | WC          | Taylah Preston | 7              | 2           | 6           |  |  | WC            | Taylah Preston | Taylah Preston | 4             | 4             |  |
|  | 10          | Sara Errani    | 5              | 6           | 3           |  |  |               |                |                |               |               |  |